# Alfried Krupp von Bohlen und Halbach
Alfried Felix Alwyn Krupp von Bohlen und Halbach (Essen, 13 agosto 1907 – Essen, 30 luglio 1967) è stato un imprenditore tedesco, l'ultimo re dei cannoni.

## Biografia
Sua madre Bertha si trovò a 20 anni erede della grande dinastia dell'acciaio dei Krupp e sposò un diplomatico, Gustav von Bohlen und Halbach, affidandogli la direzione degli affari: al matrimonio era presente l'Imperatore Guglielmo II, che brindò perché le officine continuassero a «...fornire armi alla patria».
La sua carriera può essere riassunta così: a 36 anni era proprietario unico del complesso industriale più grande d'Europa, a 41 anni era in prigione e non possedeva legalmente un centesimo, a 55 aveva ricostruito la sua fortuna, e a 60 aveva tanti debiti che dovette spartirla con i creditori. 
Le sue officine produssero i cannoni tedeschi della prima guerra mondiale. Dopo la guerra gli Alleati pretesero la distruzione delle officine Krupp, e Gustav fu condannato da una corte marziale francese a 15 anni di prigione, di cui scontò solo 7 mesi. Ma la ripresa fu rapida. Nei primi anni trenta il denaro dei Krupp contribuì a finanziare la campagna elettorale e propagandistica di Adolf Hitler e, in seguito alla presa di potere di Hitler, le officine cominciarono a produrre per il riarmo tedesco. Il giovane Alfried, timido, solitario, con un'educazione aristocratica, si arruolò nelle SS nel 1931, si laureò in ingegneria nel 1934 e divenne vice-direttore del complesso Krupp nel 1936.
Si trovò alla testa dell'enorme impresa nel 1943, quando il padre, colpito da emorragia cerebrale, perse l'uso della parola. Intere industrie straniere dei Paesi occupati erano state assorbite dal complesso Krupp e duecentocinquantamila operai lavoravano nelle officine sparse per la Germania e l'Europa. Molti di questi operai erano, però, prigionieri di guerra o perseguitati politici: quelli ancora in grado di lavorare, che le SS affittavano come schiavi nelle officine al prezzo di 4 marchi al giorno.

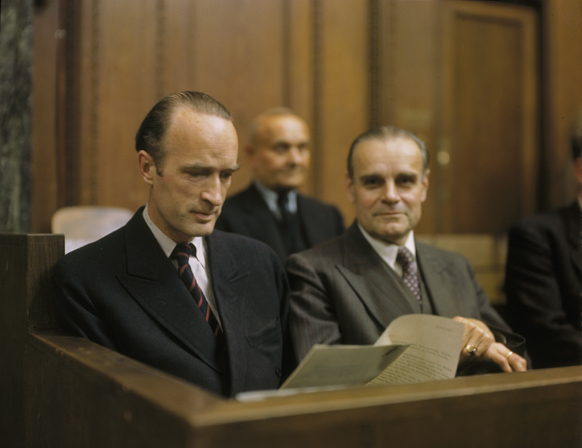
Alfried Krupp tra gli imputati del decimo dei Processi secondari di Norimberga, il cosiddetto Processo Krupp

Fu questo il principale capo d'accusa, che al tribunale di Norimberga procurò ad Alfried la condanna a 12 anni di carcere e la confisca totale dei beni. Ma la guerra di Corea e l'interesse degli americani alla ripresa dell'economia tedesca giocarono a favore del detenuto. Graziato nel 1951 e reintegrato nel possesso dei suoi beni due anni dopo, Alfried si rimise al lavoro insieme a Berthold Beitz, un giovane manager che proveniva dal settore assicurativo e al quale Krupp diede la carica di direttore generale proprio perché lui non sapeva niente di armi né di acciaio.
La nuova attività si allargò in tutti i settori, dal petrolio ai cantieri navali, dalle fabbriche di autocarri o di locomotive a quella di ponti in acciaio. Il Terzo mondo fu invaso dai prodotti Krupp, dal suo denaro, dai suoi progetti. Ma nel 1967 la nuova, formidabile costruzione cominciò a scricchiolare: Beitz aveva spinto troppo ed i debiti di Krupp strozzarono la società. Fu necessario trasformare la ditta individuale in società per azioni e far partecipare i creditori, in maggioranza banche, alla proprietà. Il governo facilitò l'operazione garantendo esportazioni per miliardi di marchi l'anno. Krupp morì poco dopo l'accordo; nel corso degli anni la sua azienda si sarebbe poi fusa con la rivale Thyssen dando vita alla ThyssenKrupp.
Alla morte lasciò tutto il suo patrimonio investito nelle società Krupp alla Fondazione Alfried Krupp von Bohlen und Halbach, da lui creata ad Essen.

## Sport
Alfried Krupp era un appassionato velista. Nel corso delle Olimpiadi del 1936 egli partecipò alle gare veliche nella baia di Kiel con la sua imbarcazione nella Classe O-Jolle in rappresentanza della Germania e si classificò 3º guadagnando la medaglia di bronzo.

## Matrimoni e discendenza
Nel 1937 Alfried Krupp von Bohlen und Halbach aveva sposato Anneliese Lampert nata Bahr (1909–1998). Da Annelise Alfried ebbe un figlio, Arndt. Nel 1941, sotto le pressioni del padre Gustav, ma soprattutto della madre Bertha, il matrimonio venne sciolto: Gustav Krupp voleva lasciare la sua eredità ad altri, che fossero allineati alle direttive del nonno Alfried; così non sarebbe stato Alfried  l'erede dei Krupp, bensì uno dei fratelli minori del medesimo. A queste pressioni Alfried si piegò e chiese il divorzio da Annelise. 
In seguito la soluzione fu un bene per la famiglia, poiché il figlio Arndt si rivelò inidoneo alla guida di un gruppo industriale come quello dei Krupp.
Nel 1952 Krupp von Bohlen und Halbach sposò in seconde nozze Vera von Langen (1910–1967), ma anche questo matrimonio fu sciolto nel 1957.